# Eupithecia corroborata
Eupithecia corroborata är en fjärilsart som beskrevs av Karl Dietze 1908. Eupithecia corroborata ingår i släktet Eupithecia och familjen mätare. Inga underarter finns listade i Catalogue of Life.